# Abraham Kasongor
Abraham Kasongor (ur. 1993) – kenijski lekkoatleta specjalizujący się w biegach długodystansowych.

## Osiągnięcia
| Rok  | Impreza                     | Miejsce  | Konkurencja    | Pozycja    | Wynik    |
| ---- | --------------------------- | -------- | -------------- | ---------- | -------- |
| 2011 | Mistrzostwa Afryki juniorów | Gaborone | bieg na 5000 m | 2. miejsce | 13:39,17 |

## Rekordy życiowe
- Bieg na 5000 metrów – 13:29,19 (2011)